# 默拉纳额什丁麻扎
默拉纳额什丁麻扎（維吾爾語：مەۋلانە ئەرشىدىن مازىرى‎，拉丁维文：Mewlane Ershidin Maziri），又称为默拉纳和卓墓，是将伊斯兰教传入东察合台汗国的和卓额什丁及其家属的麻扎（陵园）。位于中华人民共和国新疆维吾尔自治区阿克苏地区库车市。是中华人民共和国第七批全国重点文物保护单位。

## 历史
额什丁的祖先来自布哈拉，他的父亲贾拉里丁是一位苏菲派教团的首领。在成吉思汗攻下布哈拉城之后，额什丁的父亲前往位于新疆罗布泊一带的怯台镇。不过在此传道受挫的贾拉里丁之后又前往如今阿克苏市阿依库勒镇。在这里额什丁出生，同时贾拉里丁的声望也不断升高，并接触到了东察合台汗国的汗，秃忽鲁帖木儿。贾拉里丁趁着秃忽鲁帖木儿来到阿克苏之际，开始对他进行宣教。不过不多时，贾拉里丁去世，宣教的任务交给了他的儿子额什丁身上。在额什丁的引领下，秃忽鲁帖木儿在公元1347年正式成为了信仰伊斯兰教的穆斯林。在秃忽鲁帖木儿的影响下，十六万蒙兀儿人皈依了伊斯兰教。随着信众的增多，额什丁的地位和权利也开始增长。他先后培养了72名大毛拉，237名毛拉作为亲信。额什丁在宗教上的影响遍及整个南疆地区，其家族和亲信也成为显赫一时的和卓势力。在秃忽鲁帖木儿去世时，更是由他决定了汗位继承权的归属。因为有东察合台汗国汗的支持，额什丁和卓的影响力整个阿克苏、察力失（今焉耆县）、喀什噶尔、英吉沙、叶尔羌等南疆地区，甚至吐鲁番等东疆部分地区，而他则以库车为中心指挥各地。额什丁最终在大约15世纪去世。
默拉纳额什丁麻扎的默拉纳即毛拉（学者、先生），麻扎即麻札（墓）。额什丁的麻扎原本是他传道的罕尼卡（道堂）清真寺，在他死后才修建成麻扎。麻扎曾几次翻新、重建，现存的建筑主要是在洪福汗国首领阿古柏统治库车时期重新修葺并被扩建为的综合宗教场所。1962年，默拉纳额什丁麻扎被列为新疆维吾尔自治区文物保护单位。20世纪80年代，库车县文物管理所新修建了西墙、东墙和南墙并安装了大门。2013年，清真寺被中国国务院公布为第七批全国重点文物保护单位。

## 现状
默拉纳额什丁麻扎位于中华人民共和国新疆维吾尔自治区阿克苏地区库车市新城西700米处，地处库车新城与老城的相交之地。麻扎保护边界北侧40米处为卡鲁库水渠，向东距离乌恰干渠的分支80米。默拉纳额什丁麻扎坐北朝南，麻扎面积1.5万平方米，主要建筑由陵寝、清真寺、门殿等构成。建筑分布在麻扎的前院、后院和东院内。所有建筑中，墓室和礼拜殿的一段柱廊修建时间最久，庭院门殿、清真寺则为后建。
清真寺位于麻扎的西侧，因麻扎得名，其名称为默拉纳额什丁清真寺。清真寺主要分为宣礼塔和礼拜殿，宣礼塔高近9米，有两层呈边长5米正的方形塔身。是砖砌结构建筑。宣礼塔顶呈拱形，门洞开在塔体正中。正面塔体装饰有绿色玻璃花纹方砖，正面塔体有10个龛。清真寺礼拜殿在宣礼塔西侧，是具有伊斯兰建筑风格的建筑，清真寺面积572平方米，可供千余人同时礼拜。清真寺共二层，其中底层为密肋式平顶，二层则为拱顶，拱顶外嵌有彩色琉璃砖。清真寺分为内外两殿，外殿有柱，其中中间四根柱顶部为八瓣花式柱头，四周的柱子顶部则刻有八个龛型图案。外殿的柱身、大梁、密肋梁上都刻有牡丹花、桃花、石榴花、牵牛花等花纹。内外殿正西方有拱形门，门框上有收到佛教影响的八瓣红色莲花作为装饰。礼拜殿西廊檐下墙上挂有“天方列圣”之牌匾，牌匾两侧有题记。该牌匾为光绪七年（1881年），李藩所题写的汉字匾额。
额什丁的陵寝位于在清真寺的东侧，也是坟场的中心，是平面呈边长16米正方形的有檐式平顶土木结构建筑，陵寝高约4.5米。其间环绕有走廊供参拜者观瞻，檐下刻有阿拉伯文铭文。陵寝四周为土墙有木制暗窗格围栏，其中西面围栏的正中有两扇木制暗花格木门。窗棂的花纹有龟背纹、交碗菱花以及步步锦、卍字纹等多种图案。门框和墙壁上有插有菊花或夹竹桃的花瓶彩绘。陵寝内的墓冢覆盖有各色布幡。额什丁的家属墓则分布在额什丁陵寝周围形成坟场。

## 图库

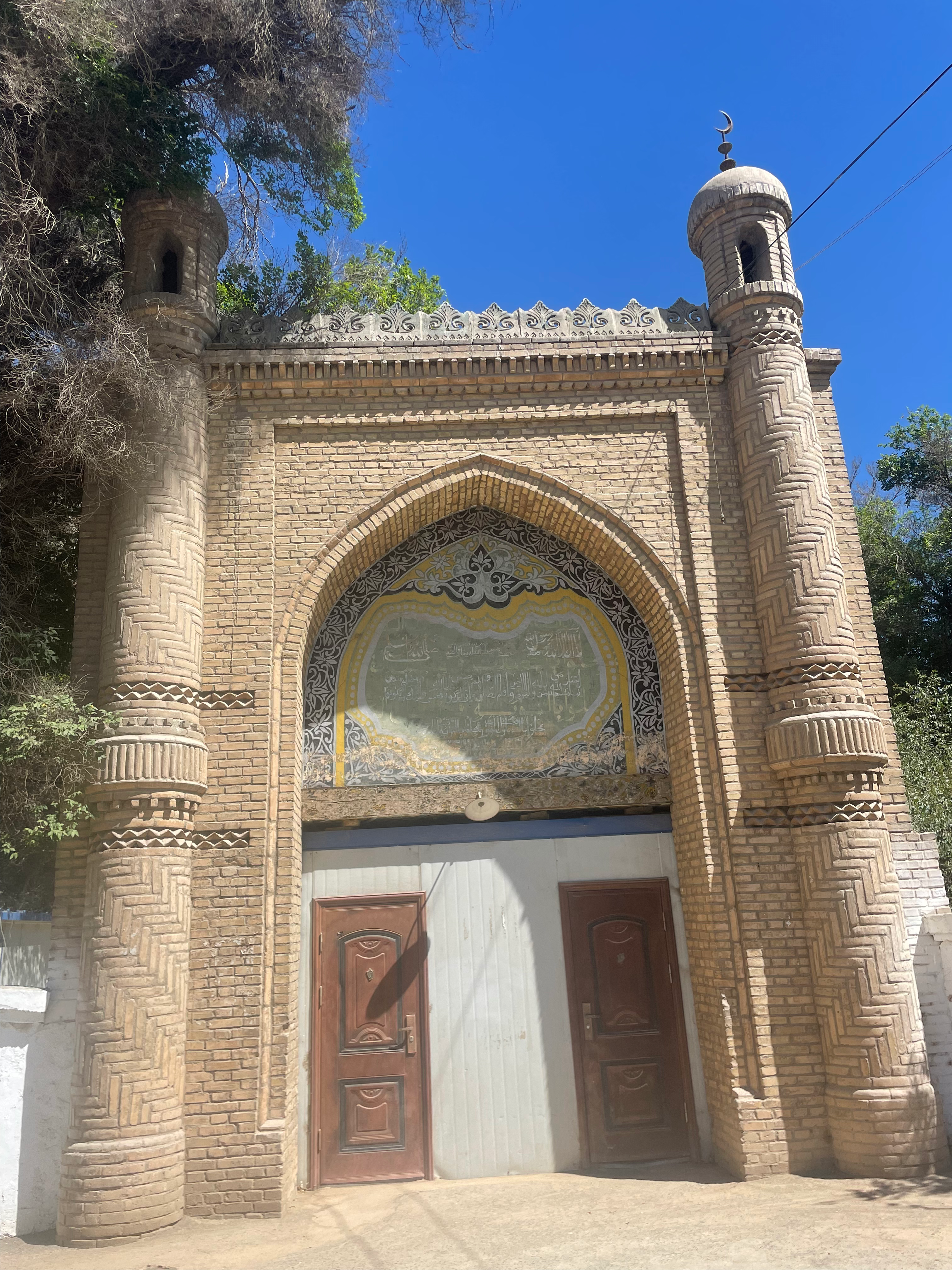
大门
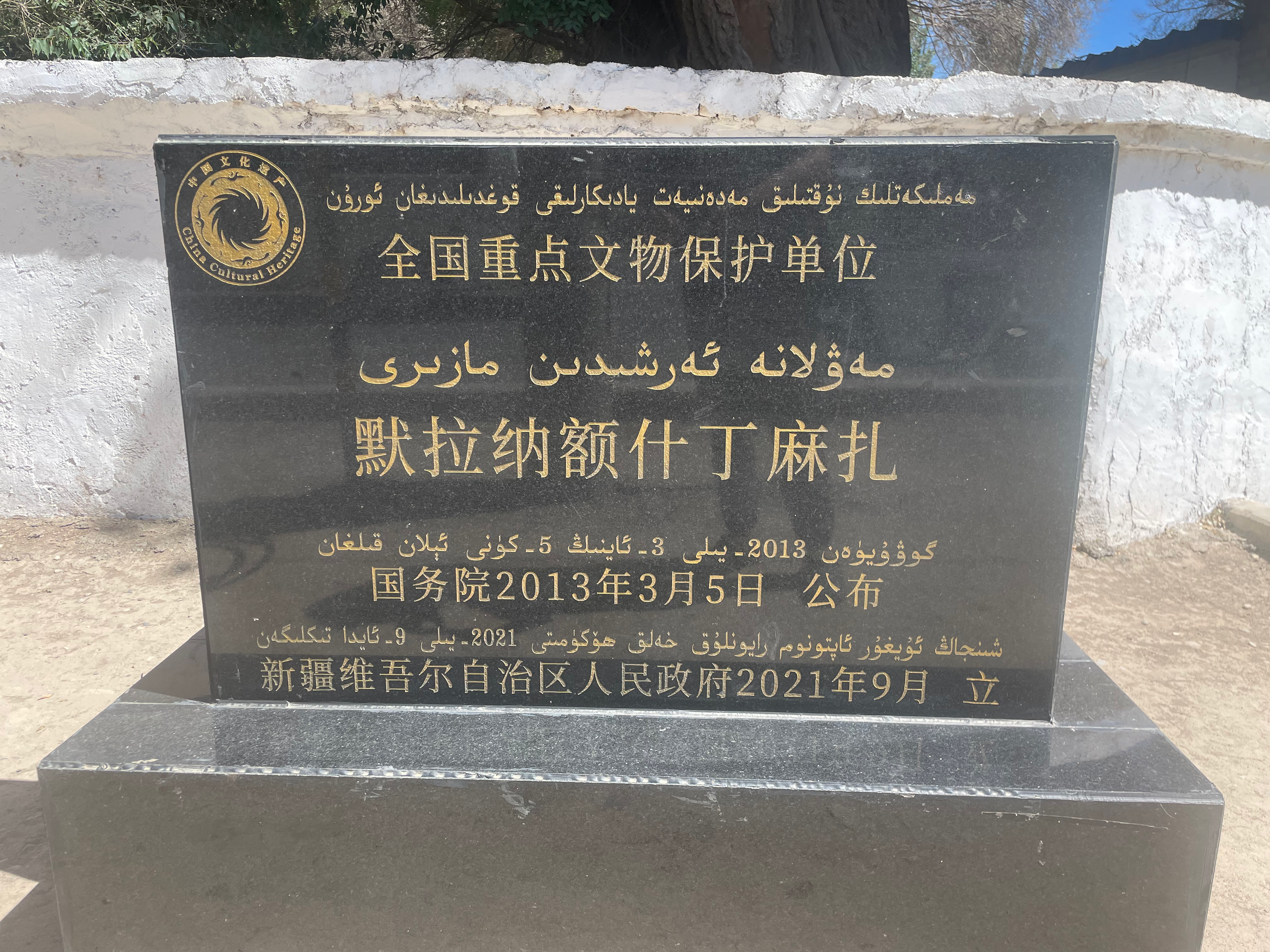
国保碑
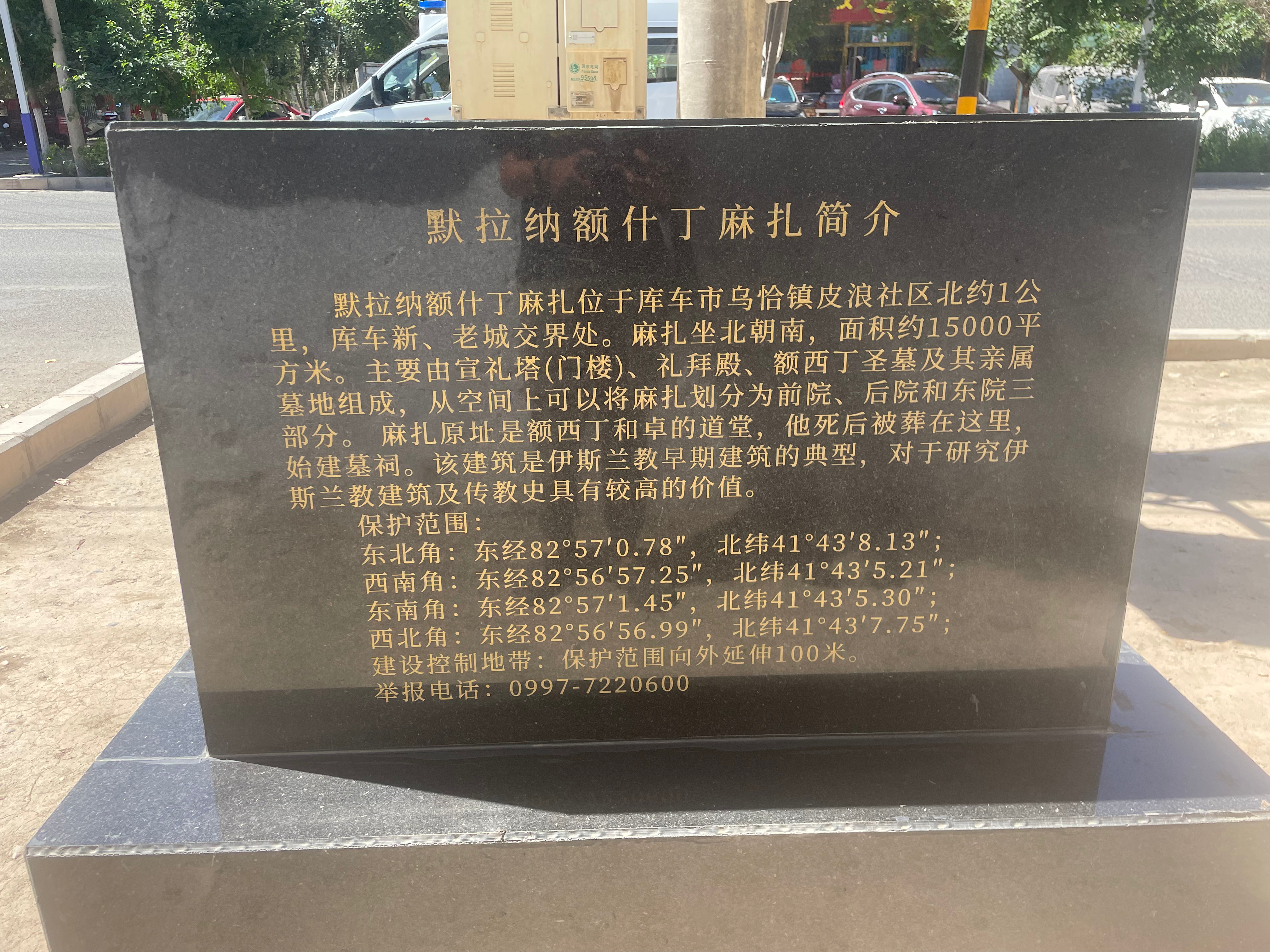
国保碑背面介绍
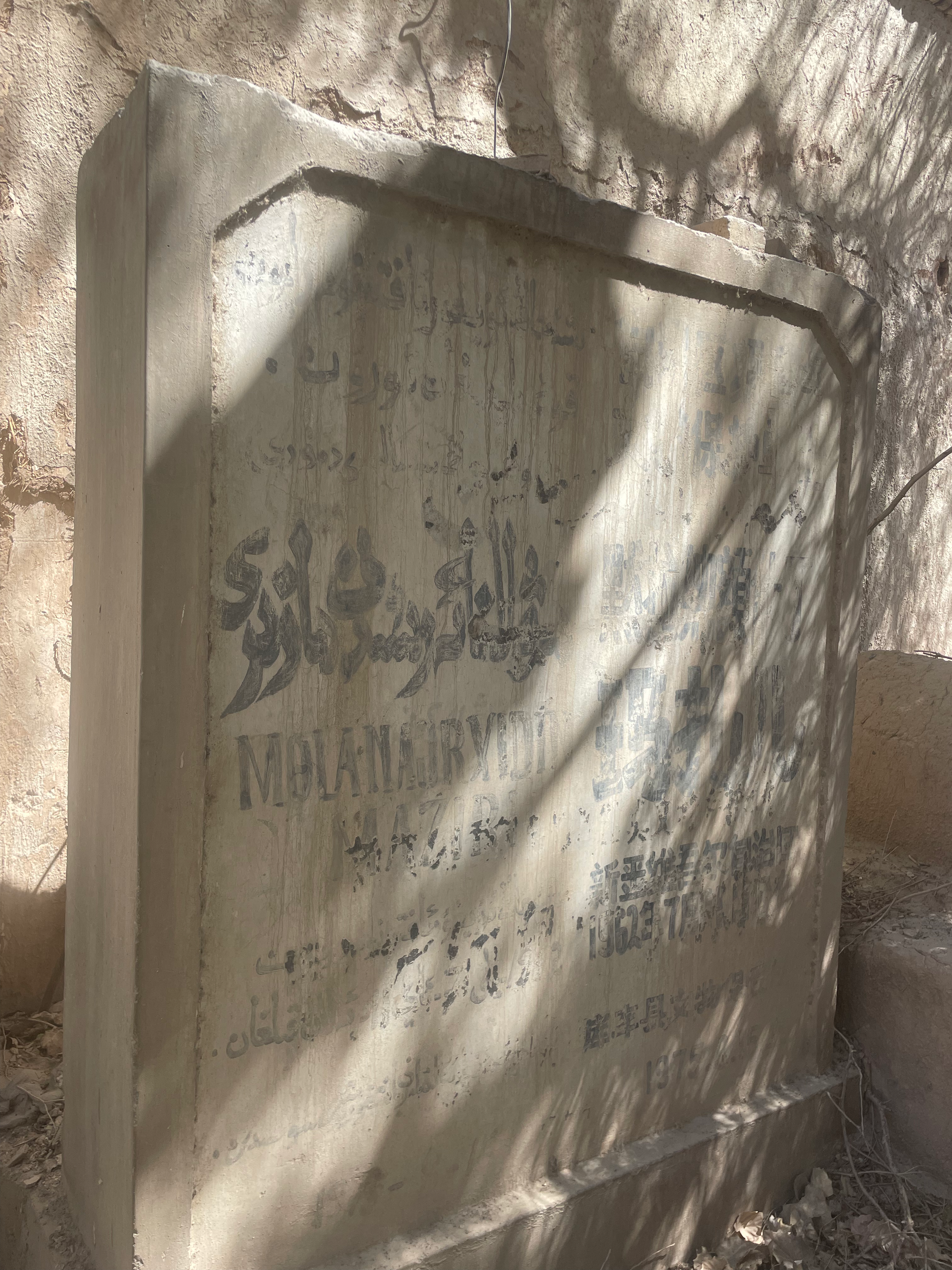
自治区文保碑
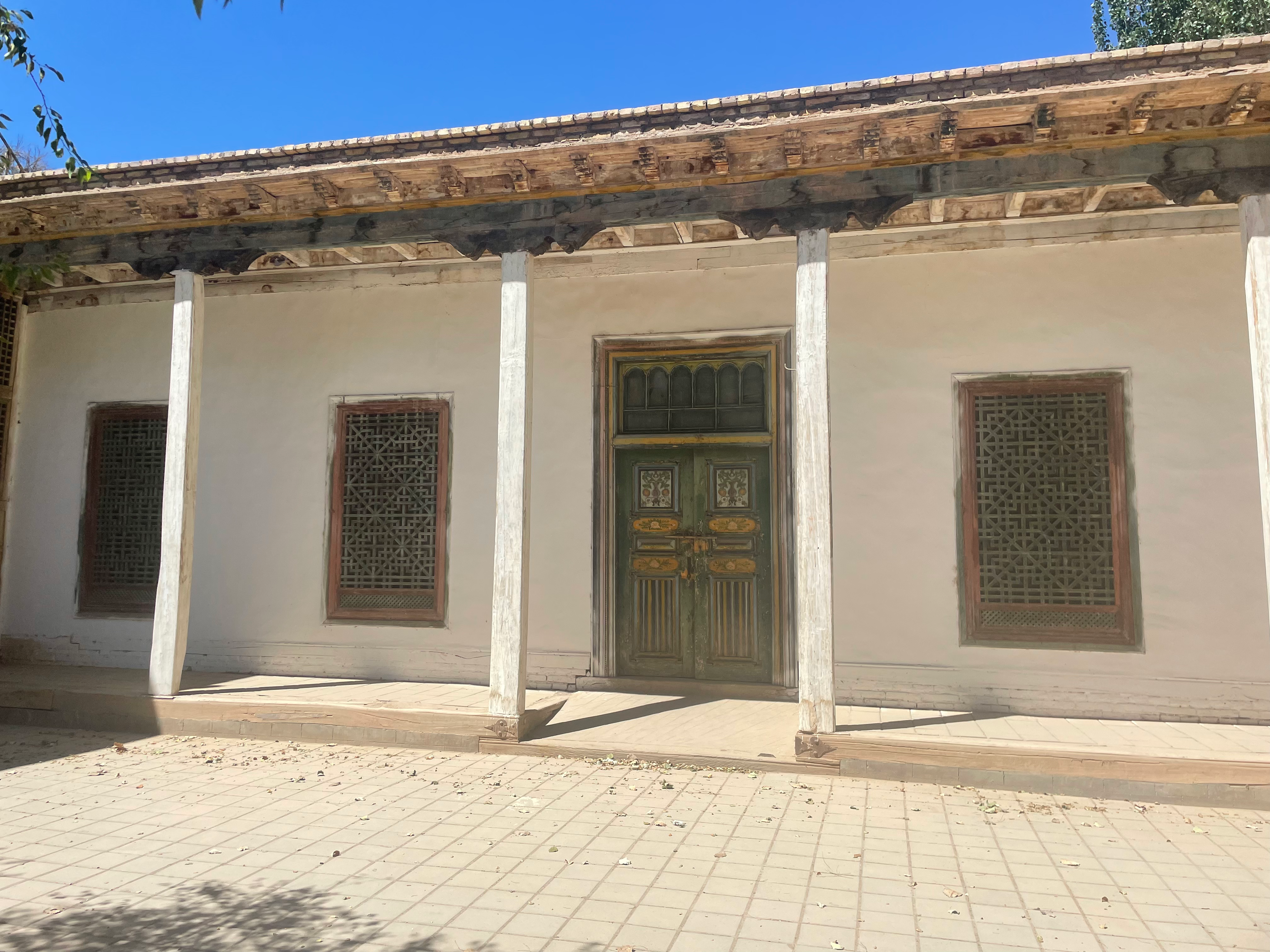
院内
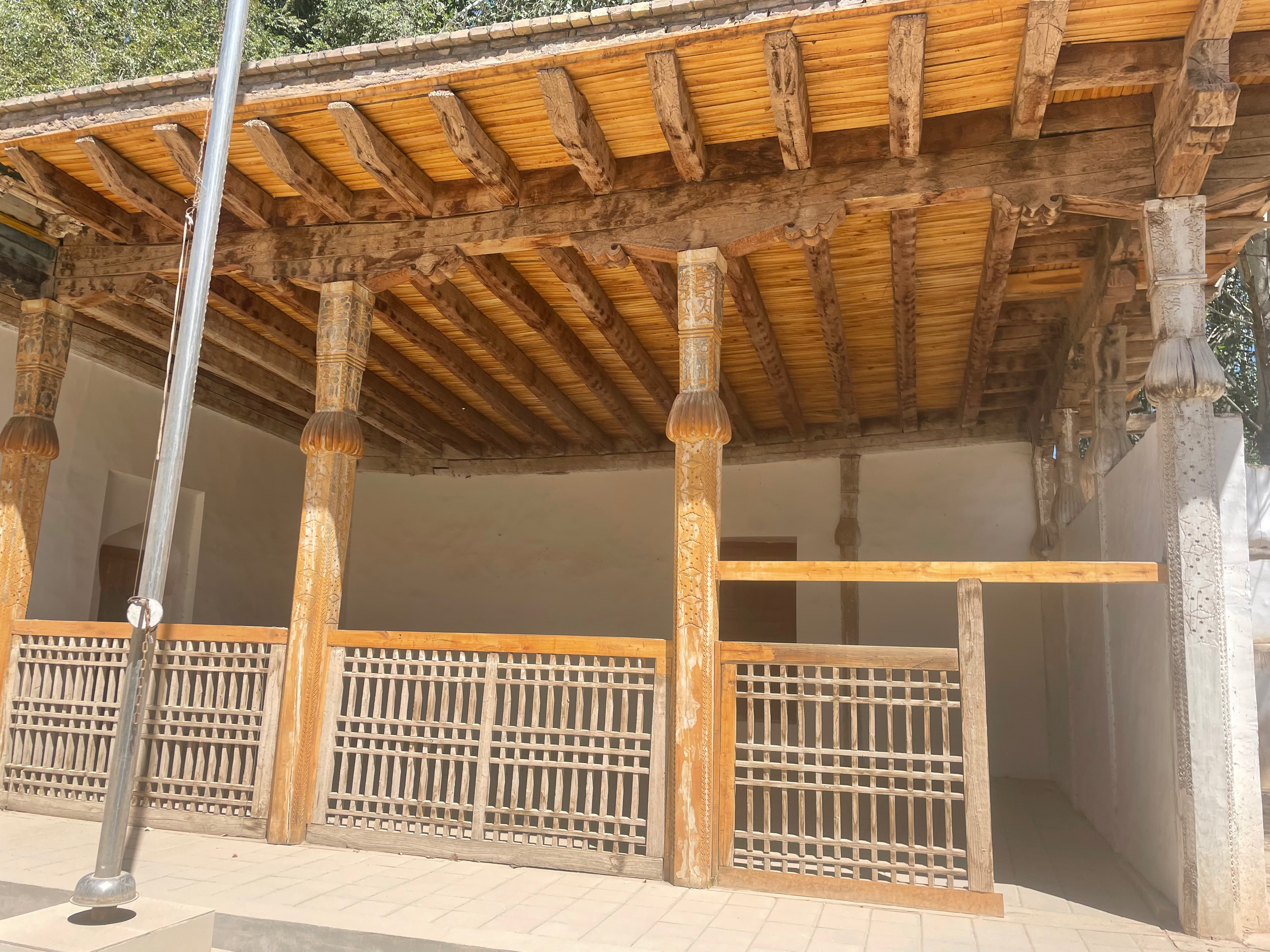
院内